# Димитър Данчев (политик)
Димитър Иванов Данчев е български политик, член на БСП, заместник-министър на икономиката и индустрията в правителството на Кирил Петков (декември 2021 – август 2022) и в служебните правителства на президента Румен Радев с министър-председател Гълъб Донев. Член на Националния съвет на БСП и председател на Комисията по икономическа политика на Националния съвет на БСП (2020-2024 г.). Народен представител в 44-тото и 46-ото Народно събрание на Република България.. Заместник-председател на Комисия по дигитализация, електронно управление и информационни технологии в 46-ото Народно събрание на Република България. 

## Биография
Димитър Данчев е роден на 31 октомври 1978 г. в София, Народна република България. Завършва 91-ва немска езикова гимназия „Проф. Константин Гълъбов“. Учи международни икономически отношения в УНСС, а по-късно придобива магистърска степен по бизнес администрация във Виенския икономически университет, Австрия. Бил е ръководител на службата по търговско-икономически въпроси към Генералното консулство на Република България в Мюнхен, ФРГ. В периода от 2013 до 2014 г. е съветник на министъра на икономиката и енергетиката и председател на съвета на директорите на „София Тех Парк“ АД. Съдружник е в частна фирма. Владее български, английски и немски.